# Codonorchis canisioi
Codonorchis canisioi és una orquídia de la subfamília de les orquidòidies, endèmica de Rio Grande do Sul, molt rara i amenaçada.
Planta herbàcia geòfita, produeix un mínuscul tubercle de fins 5 mm de diàmetre. Morfològicament és molt semblant a Codonorchis lessonii, presenta una tija floral acaula, amb una única flor blanca. És diferencia de C. lessonii perquè és de mida sensiblement menor (la tija no arriba als 9 cm de longitud) i les fulles són basals i situades arran de terra, mentre que a C. lessonii están disposades lleugerament per sobre el sòl. Les flors són completament blanques mentre que C. lessonii presenta taques porpres als sèpals i pètals.
És una planta extramadament rara, considerada en perill crític, en l'actualitat només se'n coneixen dues poblacions de menys de 200 indvidus en total. Les poblacions conegudes es troben en boscos d'Araucaria angustifolia a uns 1000 msnm.